# シグマスタ・ラッポ
シグマスタ・ラッポ（SigMasta Rappo，1981年8月9日生）は、スイス出身のプロレスラーおよびプロレスのプロモーター。身長おおよそ180センチメートル、体重おおよそ115キログラム。本名をパスカル・シグナー(Pascal Signer)といい、ダニエル・シグナー(Daniel Signer)、メジャー・ペインメーカー(Major Painmaker)、シギ・ザ・スイスタンク(Sigi The Swisstank)、シギー(Siggy)などのギミックに併せて、『アルプスからのこんにちわ』(Greetings From The Alps)という決まり文句を備え持つ。

## 来歴
スイス北部のヴィルという町に生を享け、1999年の4月―17歳の時にプロレスラーとしての経歴を始動。トレーナーとなったのはドリー・ファンク・ジュニアとオーストリア出身のミヒャエル・コヴァチというプロレスラー、およびホンキー・トンク・マンなる人物とイアン・ロッテンであった。
2000年にさっそくスイス・レスリング・フェデレーション(SWF)という母国スイスのプロレス団体の管理によるSWFパワーハウス・チャンピオンシップという王座を獲得し、更にはヘイトと組んだ『ユーロ・スリート』という名のタッグチームをもってノーザン・アマチュア・レスリング・アライアンス(NAWA)というドイツのプロレス団体のタッグ王座を獲得した。
この年にはドイツのウエストサイド・エクストリーム・レスリング(wXw)のマットに参戦し始め、さっそくその翌2001年にトーマス・ブレードと組んだうえでそのタッグ王座を獲得。そして2002年になると同団体のエクストリーム王座というハードコア系の王座を幾度も獲得したうえ、今度はクレイジー・ジョニー・タイガーという選手と組んだ『ユーロ・スリート』で2度目のタッグ王座の獲得を果たした。
それから母国スイスやドイツやオーストリアやオランダの数多のプロレス団体のリングに活動するなかで、これら各団体の様々な王座を獲得していった。 2004年から参戦し始めたリングス・オブ・ヨーロッパ・スウィツァーランド(ROE)という団体にあってはアダム・ポラクと組んでのタッグ王座の獲得もあった。
2000年代の後半からはそのROEやwXw、およびスイス・チャンピオンシップ・レスリング(SCW)、フィーンド・レスリング・ジャーマニー(FWG)、ドイッチェ・レスリング・アリアンツ(DWA)、ワールド・ワイド・プロレスリング(WWPW)などといったプロレス団体を舞台に活動している。

## 外部
- 公式ウェブサイト
- 公式マイスペース